# Emil Brunner
Emil Brunner (23. prosince 1889 Winterthur- 6. dubna 1966 Curych) byl švýcarský evangelický (reformovaný) teolog. Brunner platí vedle Karla Bartha za jednoho z vůdčích představitelů dialektické teologie.

## Život
Brunner studoval theologii v Curychu a Berlíně. Mezi lety 1916-1924 sloužil jako reformovaný farář ve švýcarských vsích Obstalden a Filzbach u jezera Wallensee (kanton Glarus). Promoval na základě dizertace Symbolické v náboženském poznání. Příspěvky k teorii náboženského poznání (1914), habilitoval se spisem Prožitek, poznání, víra (1921). Poté trvale působil v Curychu, kde od roku 1922 působil jako soukromý docent a v letech 1924-1953 jako profesor systematické teologie . Brunner na rozdíl od svého kolegy a přítele Karla Bartha často a rád hostoval v zahraničí: přednášel mj. Nizozemí, Švédsku, Finsku, Dánsku a USA. Zde byl v roce 1938 hostujícím profesorem v Princetonu. Po válce, kdy jako rektor curyšské university vystupoval na podporu okupovaných zemí, uskutečnil r. 1946 přednáškovou cestu po USA, 1953-1955 působil v Japonsku. Vedle své akademické činnosti se Brunner věnoval působení v církvi: Mezi lety 1931-1960 pravidelně kázal v curyšském Fraumünsteru, v letech 1927-1939 vyučoval náboženství na gymnáziu. Angažoval se též v ekumenickém hnutí: účastnil se konference světových církví v Oxfordu 1937 a prvních dvou shromáždění Světové rady církví v Amsterdamu (1948) a v Evanstonu (1954).
Emil Brunner byl ženat s Margrit Lautenburgovou a měl čtyři syny: Heinze Henricha, Petra, Andrease a Thomase.

## Teologie
Do dějin teologie se Brunner zapsal především jako iniciátor sporu o oprávněnost, vhodnost, příp. prospěšnost návratu k umírněné přirozené teologii. Tím se postupně myšlenkově oddělil od Karla Bartha, jenž jakoukoliv přirozenou teologii odmítal.

## Dílo (výběr)
Fundamentální teologie
- Die Mystik und das Wort. Der Gegensatz zwischen moderner Religionsauffassung und christlichem Glauben, dargestellt an der Theologie Schleiermachers (1924, 1928)
- Offenbarung und Vernunft. Die Lehre von der christlichen Glaubenserkenntnis (1941)

Dogmatika
- Der Mensch im Widerspruch. Die christliche Lehre vom Wahren und vom wirklichen Menschen (1937,1941,1985)
- Die christliche Lehre von Gott. Dogmatik I (1946)
- Die christliche Lehre von Schöpfung und Erlösung. Dogmatik II (1950)
- Die christliche Lehre von der Kirche, vom Galuben und von der Vollendung. Dogmatik III (1960)

Etika
- Das Gebot und die Ordnungen. Entwurf einer protestantisch-theologischen Etik (1932)
- Gerechtigkeit. Eine Lehre von den Grundgestzen der Geselsschaftsordnung. (1943)